# Eurema hecabe
Eurema hecabe är en fjärilsart som först beskrevs av Carl von Linné 1764.  Eurema hecabe ingår i släktet Eurema och familjen vitfjärilar. Inga underarter finns listade i Catalogue of Life.

## Bildgalleri

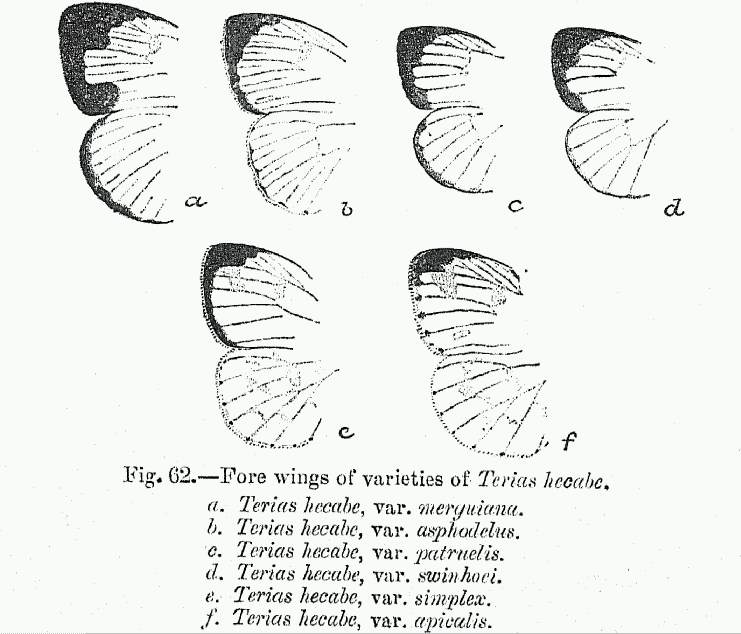
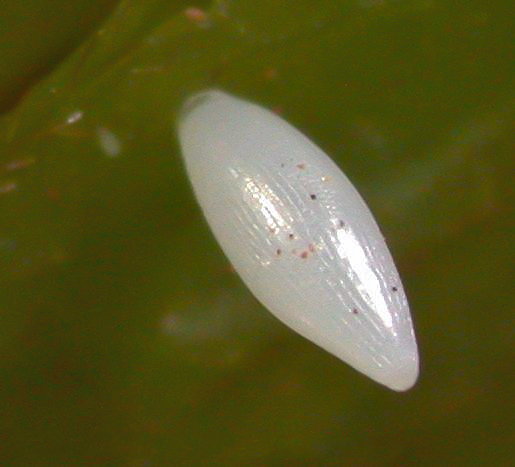
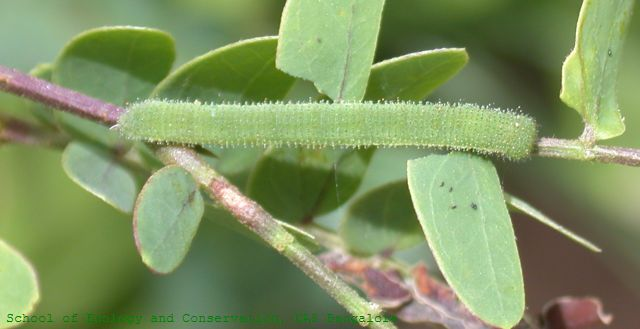
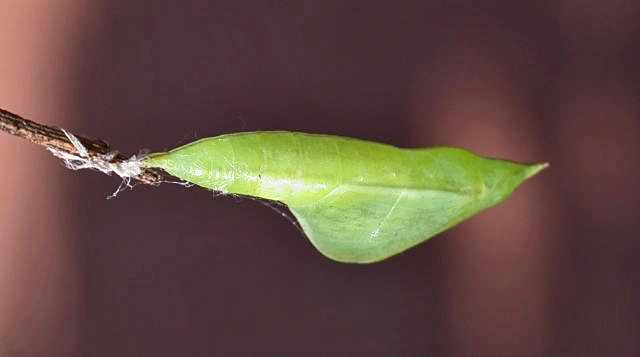